# Lissonota tinctibasis
Lissonota tinctibasis är en stekelart som beskrevs av Henry Keith Townes, Jr. 1978. Lissonota tinctibasis ingår i släktet Lissonota och familjen brokparasitsteklar. Inga underarter finns listade i Catalogue of Life.